# 加藤菜生
加藤 菜生（かとう なお、1992年4月3日-)は日本のチェロ奏者。京都府京都市出身。京都市立京都堀川音楽高等学校卒業、東京藝術大学音楽学部卒業、同大学院音楽研究科修士課程修了。

## 来歴
- 1995年　3歳よりチェロをはじめる。
- 2004年　佐渡裕率いるスーパーキッズ・オーケストラに所属。
- 2007年　びわ湖シンフォニーホールにて京都市交響楽団と共演。
- 2009年　Aspen Music Festival and School（アメリカ・コロラド州）に参加し、Michael Mermagenに師事。
- 2010年　音楽への道CEM企画による「キオスクコンサート」に出演。
- 2010年　姫路・パルナソスホール「フレッシュコンサート2010」に出演。
- 2011年　京都市立京都堀川音楽高等学校を卒業。
- 2011年　東京藝術大学音楽学部器楽科チェロ専攻に入学。
- 2013年　フランスへ留学。
- 2014年　パリ地方音楽院にて研鑽を積む。
- 2015年　東京藝術大学音楽学部を卒業。
- 2017年　同大学院音楽研究科修士課程修了。

## 受賞歴
- 2006年　KOBE国際学生音楽コンクール弦楽器部門 - 優秀賞[2]
- 2007年　泉の森ジュニアチェロコンクール中学校部門 - 銅賞[3]
- 2007年　日本クラシック音楽コンクール弦楽器部門全国大会 - 入選
- 2008年　日本クラシック音楽コンクール弦楽器部門全国大会 - 入選
- 2010年　泉の森ジュニアチェロコンクール高校生部門 - 奨励賞[4]
- 2010年　日本クラシック音楽コンクール弦楽器部門全国大会 - 第2位（1位なし）[5]
- 2012年　第6回横浜国際音楽コンクール - 入賞
- 2013年　コンコルソ・ムジカアルテ - 金賞
- 2015年　コンセール・ヴィヴァン新人オーディション - 優秀賞[6]

## ディスコグラフィ

### リュミエール・ジャポン
- Lumiere I (2021年, Parfait Classics)
- Lumiere II (2022年, Parfait Classics)